# FC Iskra-Stal Rîbnița
FC Iskra-Stal Rîbnița is een Moldavische voetbalclub uit Rîbnița.
De club is in 1995 opgericht als Cimentul Rîbnița en heeft sinds 2002 haar huidige naam. De club speelde in de Divizia Națională. In 2013 werd de club door de bond naar de Divizia B (III) teruggezet nadat twee wedstrijden niet door konden gaan omdat de spelers weigerden te spelen wegens uitblijvende salarisbetalingen.. De club is niet te verwarren met het in 2013 opgerichte FC Iskra Rîbnița dat in de Divizia A speelt.

## Erelijst
- Moldavische voetbalbeker
  - Winnaar in 2011
- Moldavische Supercup
  - Finalist in 2011

## In Europa
- Q = voorronde, PUC = punten UEFA coëfficiënten

Uitslagen vanuit gezichtspunt FC Iskra-Stal Rîbnița
| Seizoen | Competitie    | Ronde | Land               | Club                | Totaalscore | 1e W    | 2e W    | PUC |
| ------- | ------------- | ----- | ------------------ | ------------------- | ----------- | ------- | ------- | --- |
| 2009/10 | Europa League | 2Q    | Vlag van Bulgarije | Tsjerno More Varna  | 0-4         | 0-1 (U) | 0-3 (T) | 0.0 |
| 2010/11 | Europa League | 2Q    | Vlag van Zweden    | IF Elfsborg         | 1-3         | 1-2 (U) | 0-1 (T) | 0.0 |
| 2011/12 | Europa League | 2Q    | Vlag van Kroatië   | NK Varteks Varaždin | 2-4         | 1-1 (T) | 1-3 (U) | 0.5 |

Totaal aantal punten voor UEFA coëfficiënten: 0.5